# José António Gregório
José António Gregório (ur. 12 sierpnia 1939 w Lizbonie) – portugalski zapaśnik walczący w stylu klasycznym. Olimpijczyk z Rzymu 1960, gdzie zajął 22. miejsce w kategorii do 62 kg.

## Letnie Igrzyska Olimpijskie 1960
| Konkurencja          | Rundy eliminacyjne | Rundy eliminacyjne         | Klas. końcowa |
| Konkurencja          | Przeciwnik I       | Przeciwnik II              | Miejsce       |
| -------------------- | ------------------ | -------------------------- | ------------- |
| 62 kg styl klasyczny | Lee Allen (USA) P  | Hosejn Ebrahimijan (IRI) P | 22.           |